# Meringue

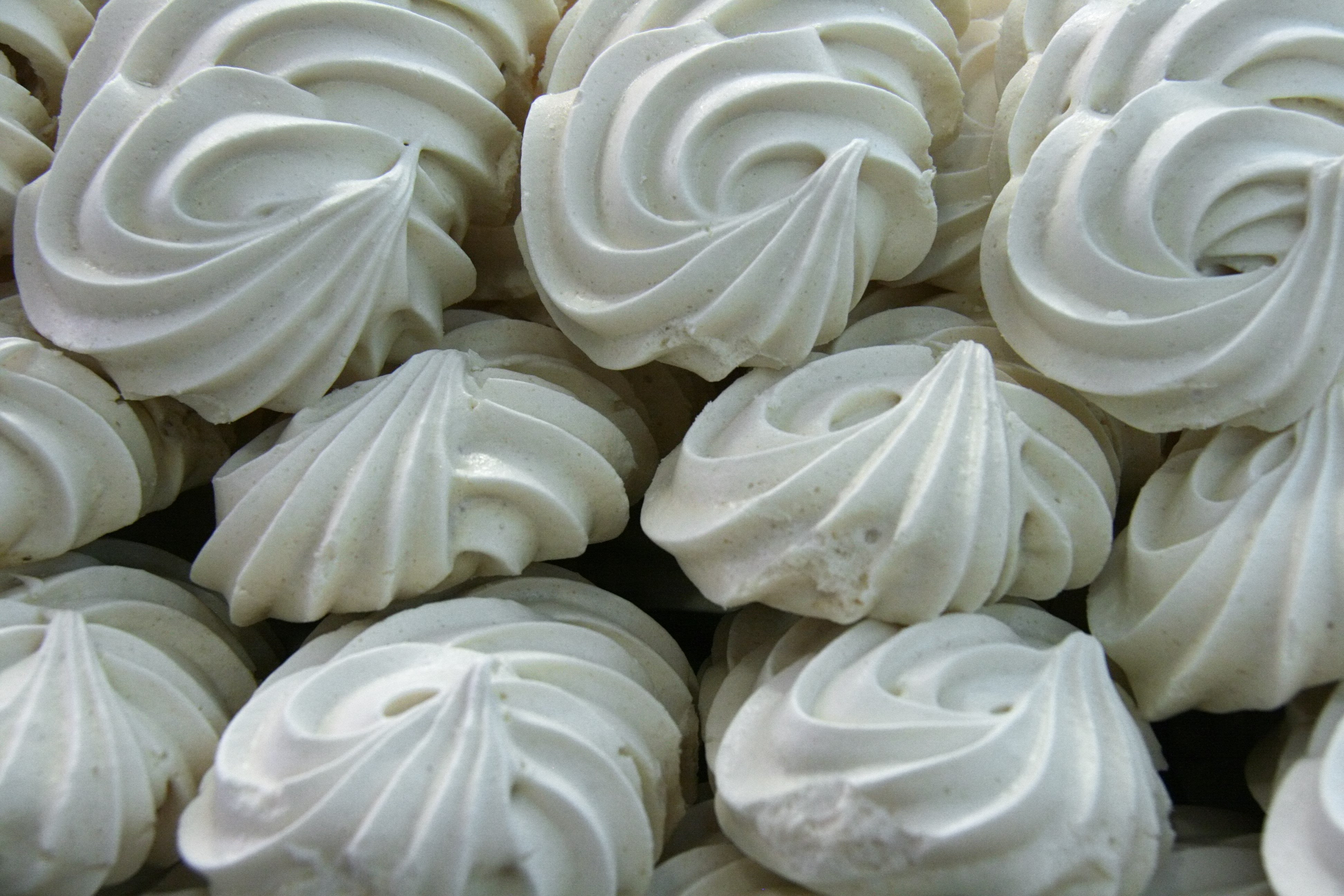
De klassieke meringue.

Een meringue is een zoete lekkernij die bestaat uit gedroogd schuim, met stijfgeklopt eiwit en suiker als belangrijkste ingrediënten. Ook een laag eiwitschuim op bijvoorbeeld gebak wordt meringue genoemd.

## Bereiding
Door het kloppen ontstaan kleine luchtbellen die door het eiwit worden omhuld. De suiker onttrekt vocht aan het eiwit, dat daardoor stevig wordt. Als te weinig suiker wordt gebruikt, kan de meringue in elkaar zakken. Eventueel kan gelatine, azijn of maiszetmeel worden gebruikt om de meringue nog meer te verstevigen. Het schuimmengsel wordt in de oven gedaan om op te drogen en indien gewenst ook licht bruin te worden. De klassieke meringue is luchtig, droog en ietwat knapperig van buiten.

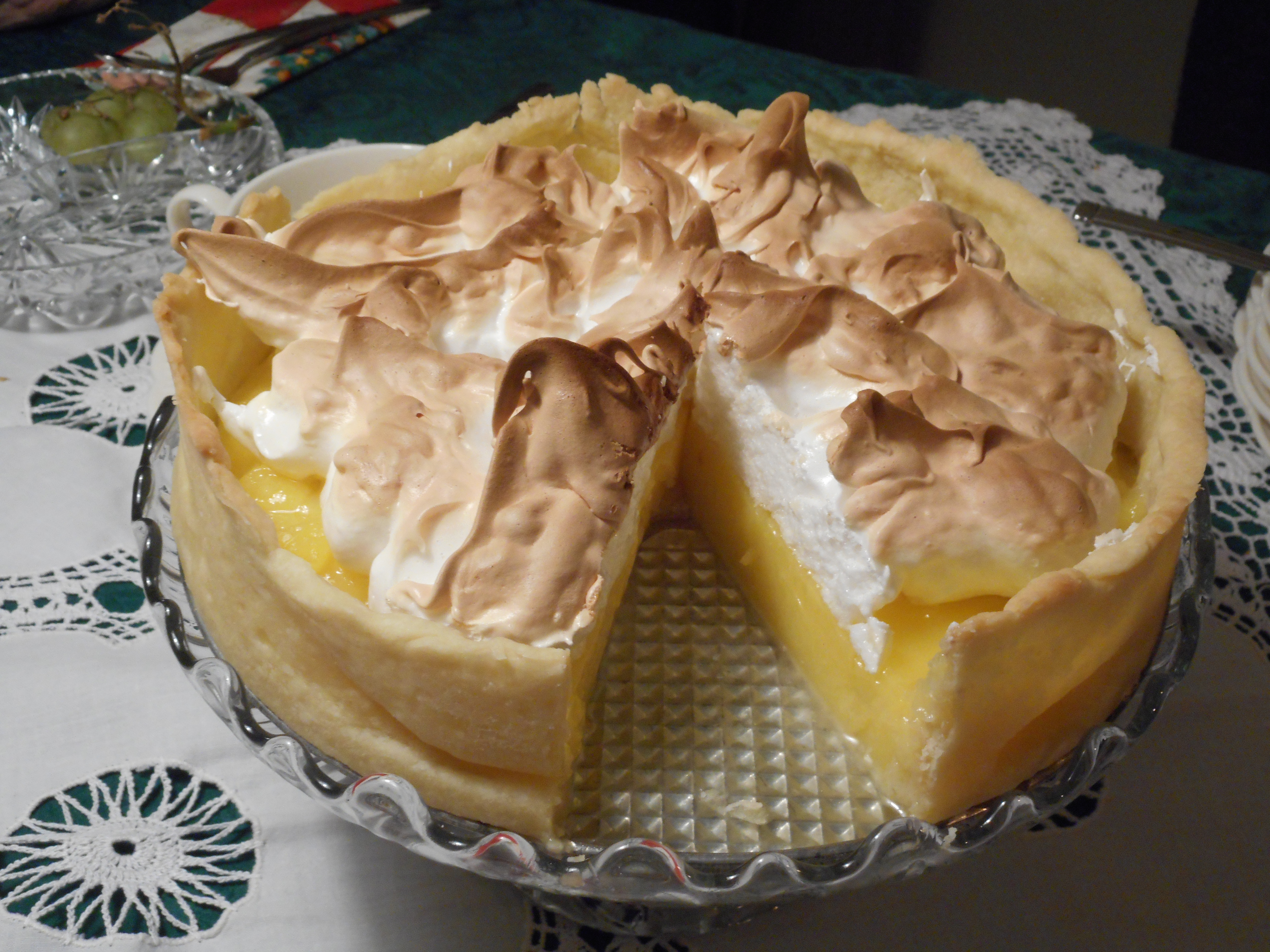
Een citroen-meringuetaart bedekt met in de oven gebruinde meringue. De citroenvulling is aangebracht op een vorm van korstdeeg die al eerder is gebakken, voordat de vulling met meringue werd aangebracht.

## Gebruik
Ze kunnen zonder vulling worden bereid, maar ook met room, fruit of ijs is mogelijk.  Meringues worden afgekoeld geserveerd als nagerecht of tussendoortje (schuimkoek of schuimgebak), of gebruikt als garnering of glazuur, of als basis voor gerechten als pavlovataart en macarons.

## Soorten
Er bestaan verschillende bereidingswijzes om meringue te maken.
- Franse meringue is de bekendste methode waarbij kristalsuiker in het eiwit wordt geklopt. Het eiwit wordt hierna nog afgebakken in de oven.
- Italiaanse meringue of kookschuim wordt gemaakt door een kokende suikersiroop in het eiwit te kloppen. De meringue is direct te gebruiken zonder te bakken.
- Zwitserse meringue wordt au bain-marie warm geklopt, waarna kristalsuiker wordt toegevoegd. Daarna wordt het verder geklopt totdat het is afgekoeld.
- Veganistische meringue wordt gemaakt met aquafaba en een kleine dosis kristalsuiker en citroensap.